# ラングレード郡 (ウィスコンシン州)
ラングレード郡（英: Langlade County）は、アメリカ合衆国ウィスコンシン州の北東部に位置する郡である。2010年国勢調査での人口は19,977人であり、2000年の20,740人から3.7％減少した。郡庁所在地はアンティゴー市（人口8,234人）であり、同郡で人口最大の都市でもある。

## 地理
アメリカ合衆国国勢調査局に拠れば、郡域全面積は888平方マイル (2,299.9 km2)であり、このうち陸地873平方マイル (2,261.1 km2)、水域は15平方マイル (38.8 km2)で水域率は1.71％である。郡内最高地点は標高1,857フィート (566 m) のサミットレイクの西、バスウッド展望塔の付け根である。

### 主要高規格道路
- アメリカ国道45号線
- ウィスコンシン州道17号線
- ウィスコンシン州道47号線
- ウィスコンシン州道52号線
- ウィスコンシン州道55号線
- ウィスコンシン州道64号線

### 隣接する郡
- オナイダ郡 - 北西
- フォレスト郡 - 北東
- オコント郡 - 東
- メノミニー郡 - 南東
- ショーノー郡 - 南
- マラソン郡 - 南西
- リンカーン郡 - 西

### 国立保護地域
- ニコレット国立の森（部分）

## 人口動態

2000人口ピラミッド

以下は2000年国勢調査による人口統計データである。
| 基礎データ - 人口: 20,740人 - 世帯数: 8,452 世帯 - 家族数: 5,814 家族 - 人口密度: 9人/km2（24人/mi2） - 住居数: 11,187軒 - 住居密度: 5軒/km2（13軒/mi2） 人種別人口構成 - 白人: 97.93% - アフリカン・アメリカン: 0.15% - ネイティブ・アメリカン: 0.54% - アジア人: 0.27% - 太平洋諸島系: 0.02% - その他の人種: 0.20% - 混血: 0.87% - ヒスパニック・ラテン系: 0.82% 先祖による構成 - ドイツ系：49.4％ - ポーランド系：8.4％ - アイルランド系：6.2％ - アメリカ人：5.8％ | 年齢別人口構成 - 18歳未満: 24.4% - 18-24歳: 6.5% - 25-44歳: 26.0% - 45-64歳: 24.3% - 65歳以上: 18.8% - 年齢の中央値: 40歳 - 性比（女性100人あたり男性の人口） - 総人口: 98.5 - 18歳以上: 95.6 世帯と家族（対世帯数） - 18歳未満の子供がいる: 29.4% - 結婚・同居している夫婦: 56.7% - 未婚・離婚・死別女性が世帯主: 8.2% - 非家族世帯: 31.2% - 単身世帯: 26.7% - 65歳以上の老人1人暮らし: 13.6% - 平均構成人数 - 世帯: 2.42人 - 家族: 2.93人 |

## 交通
ラングレード郡はラングレード郡空港を所有して運営しており、地元の一般用途飛行に供している。

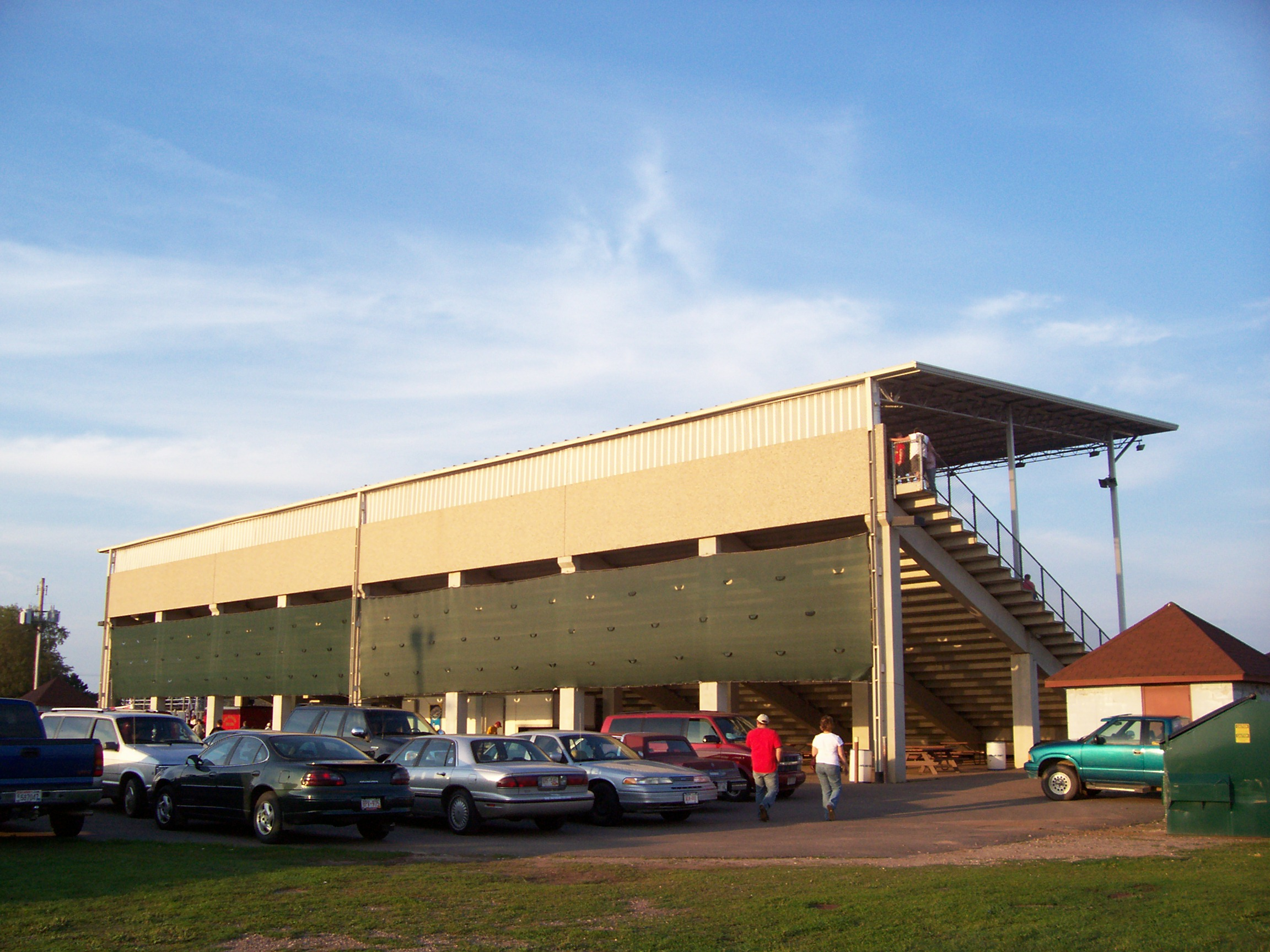
ラングレード郡催事広場と観覧席、アンティゴー市にある
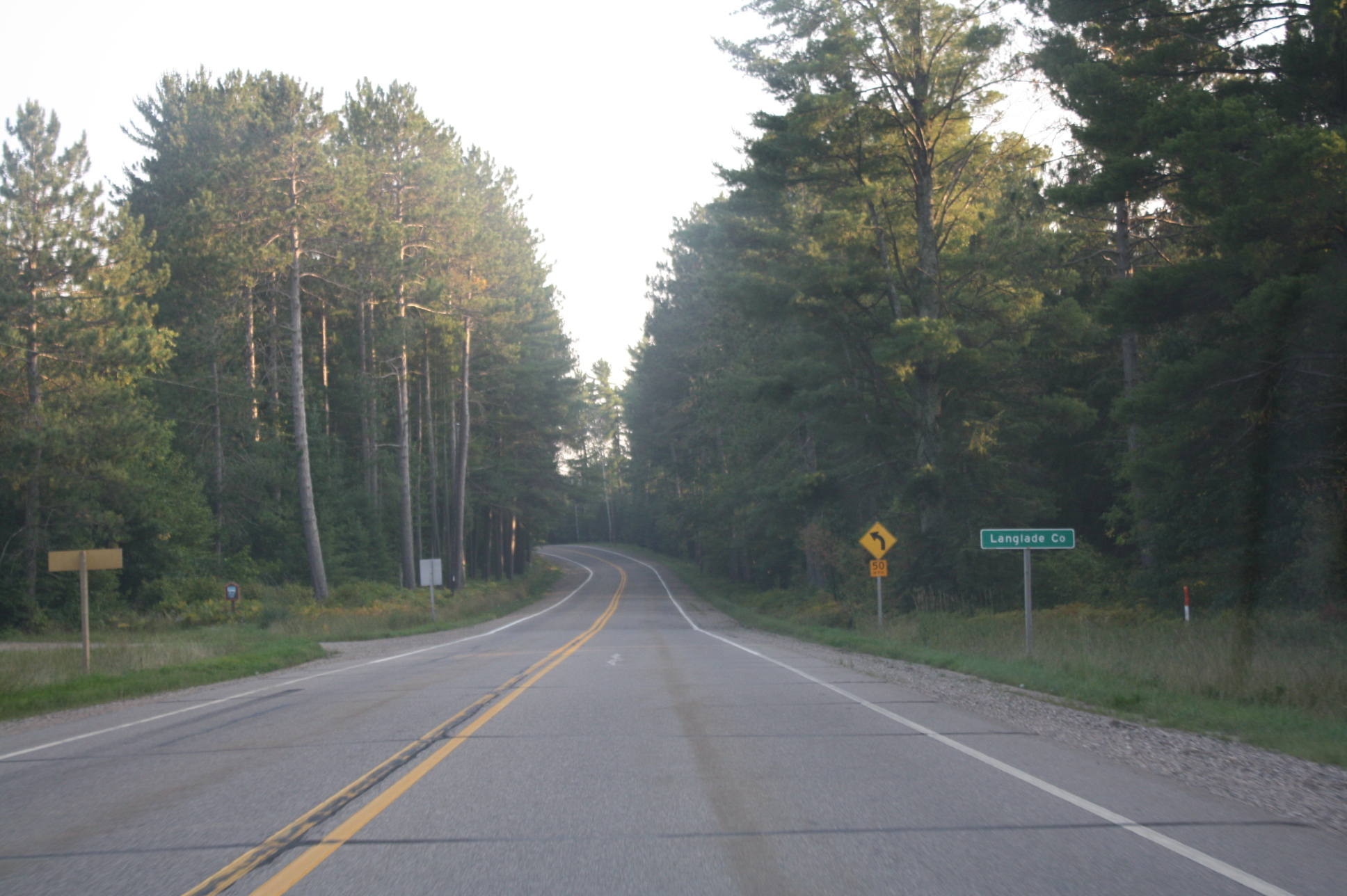
ウィスコンシン州道55号線から南に郡に入る所
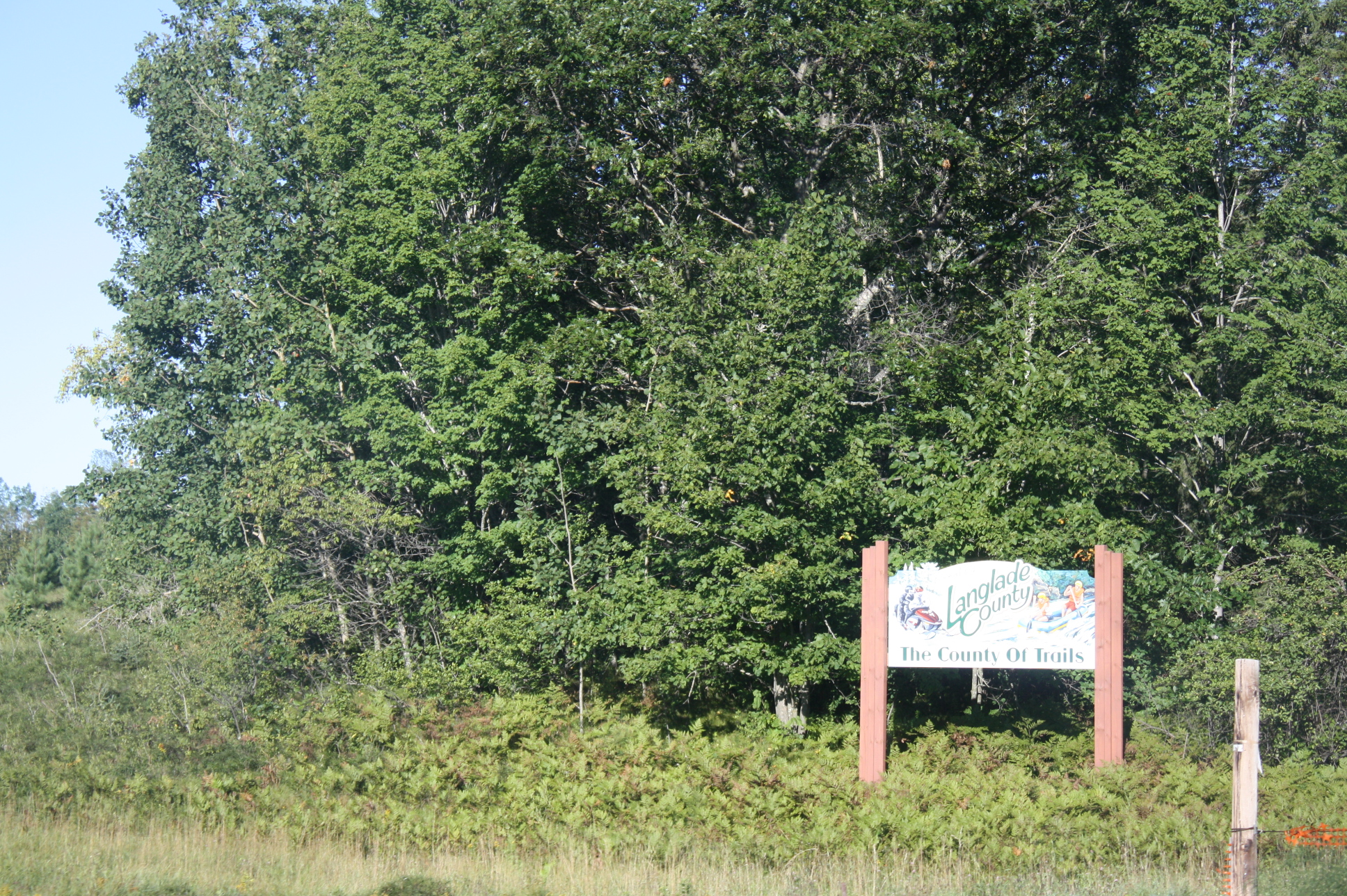
ラングレード郡の歓迎看板、北を望む

## 都市と町

### 都市と村
| - アンティゴー - 郡庁所在地 - ホワイトレイク - アックリー - エインズワース - アンティゴー町 - エルコ - エバーグリーン - ラングレード - ネバ - ノーウッド | - パリッシュ - ペック - ポーラー - プライス - ローリング - サミット - アップハム - ビラス - ウルフリバー |

### 町
| - ババリア - ブライアント - ショート - ディアブルック - エルコ - エルムハースト | - エルトン - フォーコーナーズ - フリーマン - ホリスター - ケンプスター - コーペニック - ラングレード |

### 未編入の町
| - リリー - マークトン - ネバ - ネバコーナーズ - オームスビー - パリッシュ - ピアソン | - フロックス - ピッカレル - ポーラー - ポストレイク - シェリージャンクション - サミットレイク |